# Helige Tomas kyrka, Tabanovac
Helige Tomas kyrka (serbiska: Црква Светог Томе/Crkva Svetog Tome) är en serbisk-ortodox kyrkobyggnad belägen cirka en kilometer nordöst om byn Tabanovac i Braničevo-distriktet i östra Serbien.
Kyrkan är helgad åt aposteln Tomas.

## Historia
Helige Tomas kyrka började byggas 1913 och stod färdig 1919. Den invigdes samma år som den blev klar av den serbisk-ortodoxa kyrkans dåvarande patriark, Dmitrije.
Den första prästen som tjänstgjorde i kyrkan var Andreja Stepanović.

## Kyrkobyggnaden
Helige Tomas kyrka är byggd i serbisk-bysantinsk stil av sten.
Kyrkobyggnadens längd är 12 meter, bredden på 6 meter.
Kyrkans klocktorn med kupolen byggdes 1973, och med ett korset är den 11 meter hög. Klockorna är en gåva från lokalbefolkningen.
Kyrkan har två kupoler. Den största är på den västra sidan av där ingång är, och den andra är i den centrala delen, som är något mindre. Båda kupolerna har varsitt ortodoxa kors på som är gjutna.
Kyrkans tak är gjort av kopparplåt.

## Inventarier
- Inne i kyrkan finns en ikonostas som målades av målaren Ljubisav Gajić från byn Bistrica.
- Några av ikonostasens ikoner målades av Radomir Dobrosavljević och Milorad M. Đorđević från Tabanovac.
- Den äldsta ikonen i kyrkan är den som föreställer Jungfru Maria (Guds moder) och Jesusbarnet. Den målades 1909 av Rista Đorđević som också kommer från Tabanovac.
- Kyrkans antimis lades 1920.

## Övrigt
Bredvid kyrkan finns en kyrkogård.

## Bilder

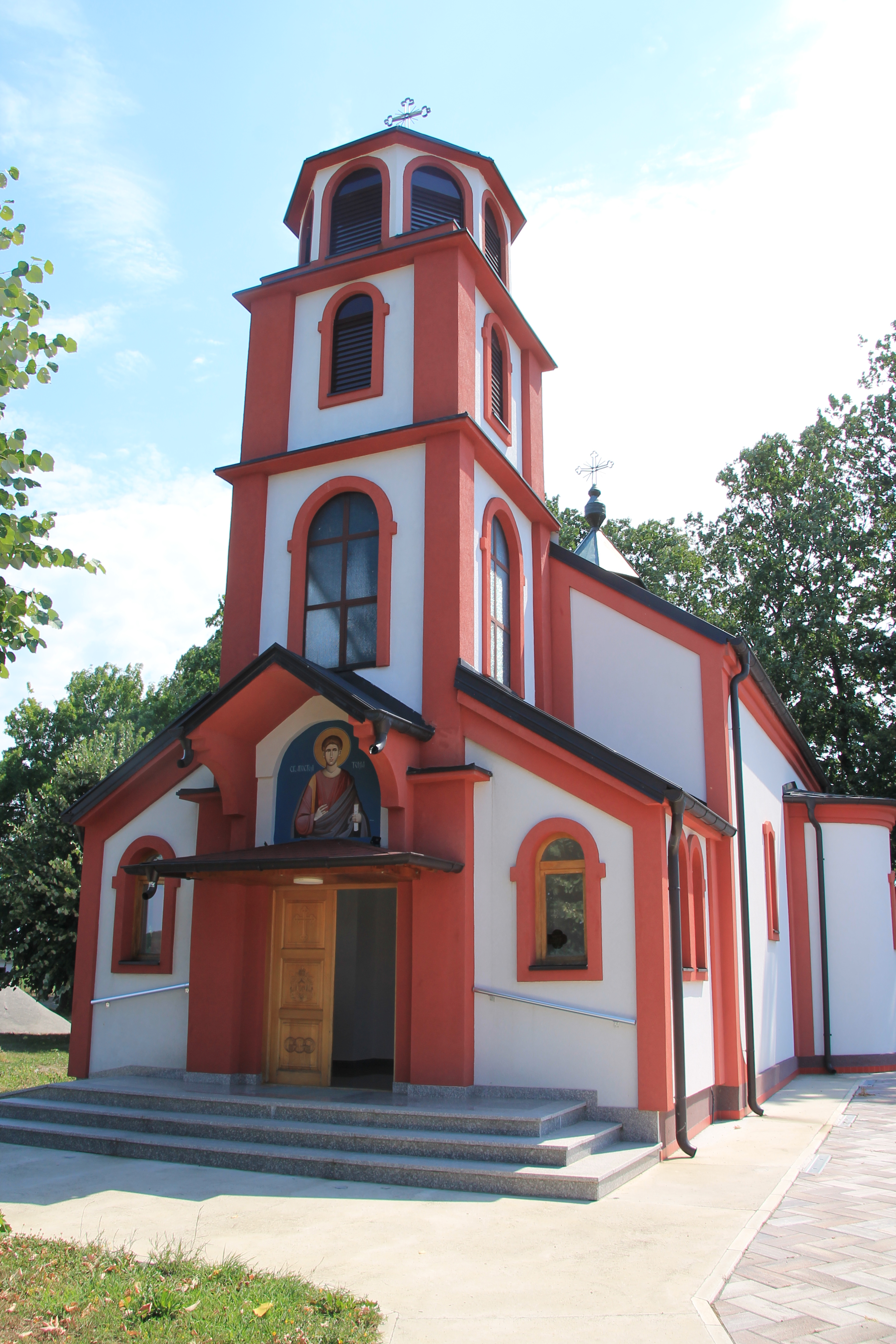
Framsidan.
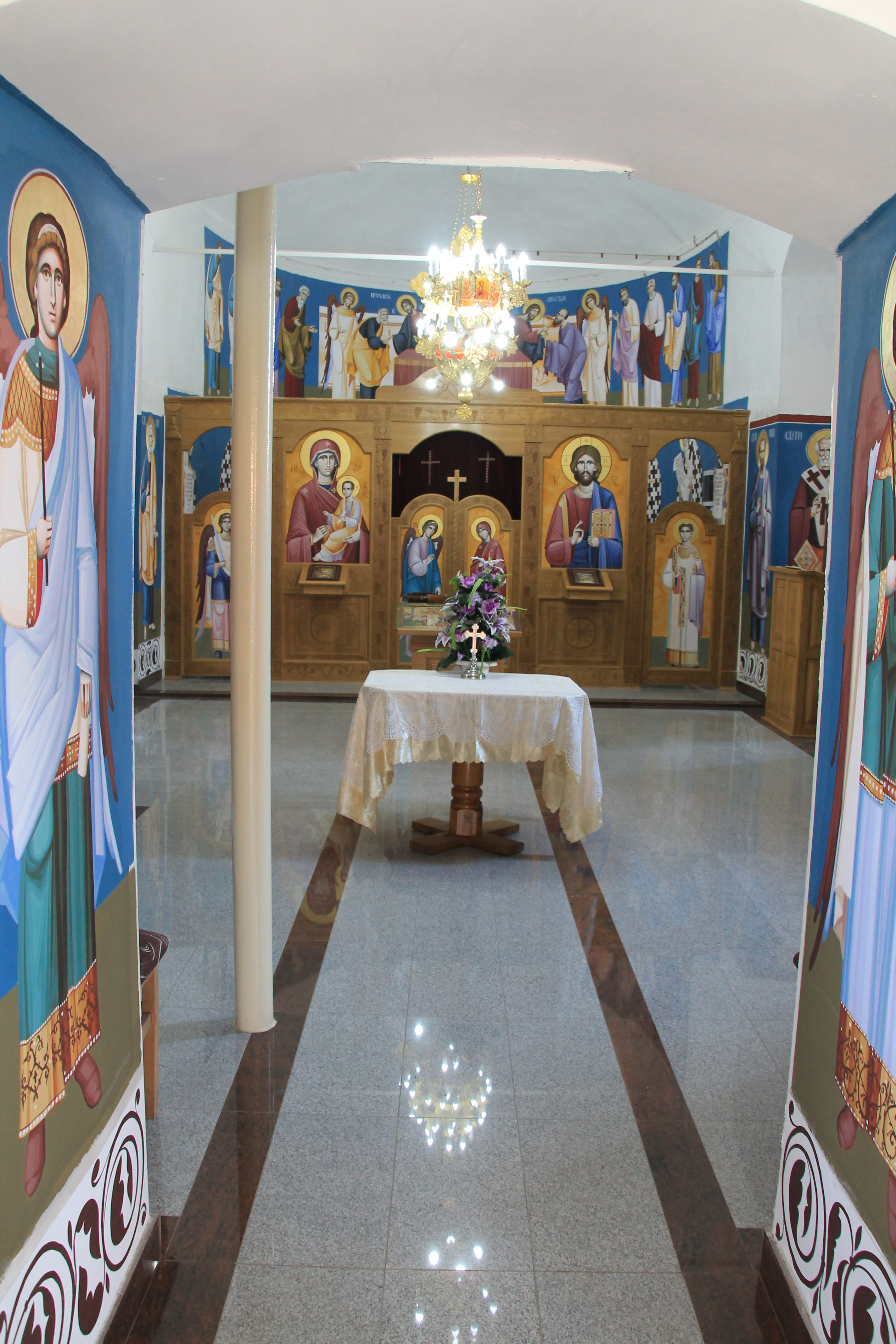
Kyrkans interiör mot ikonostasen.
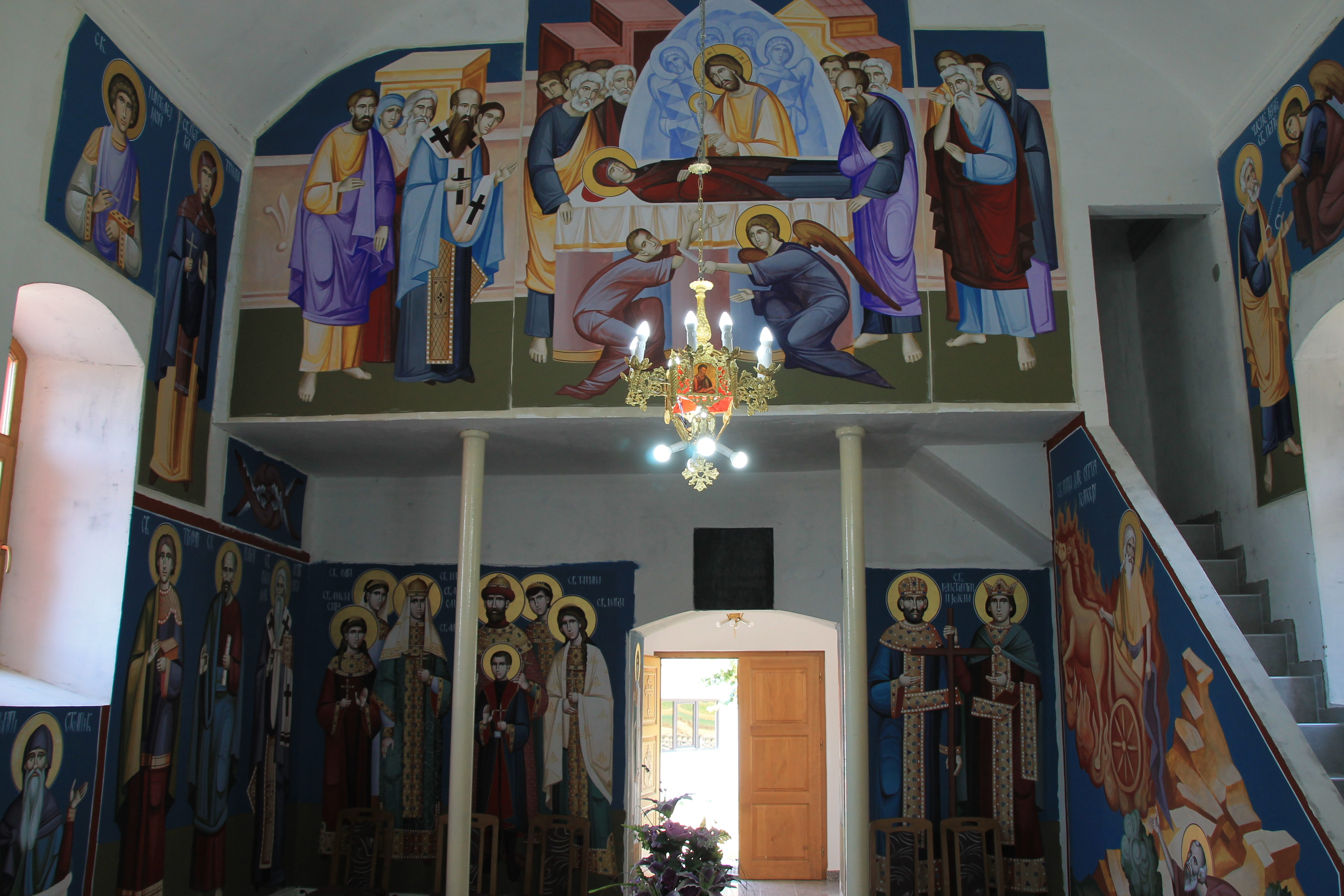
Interiör.
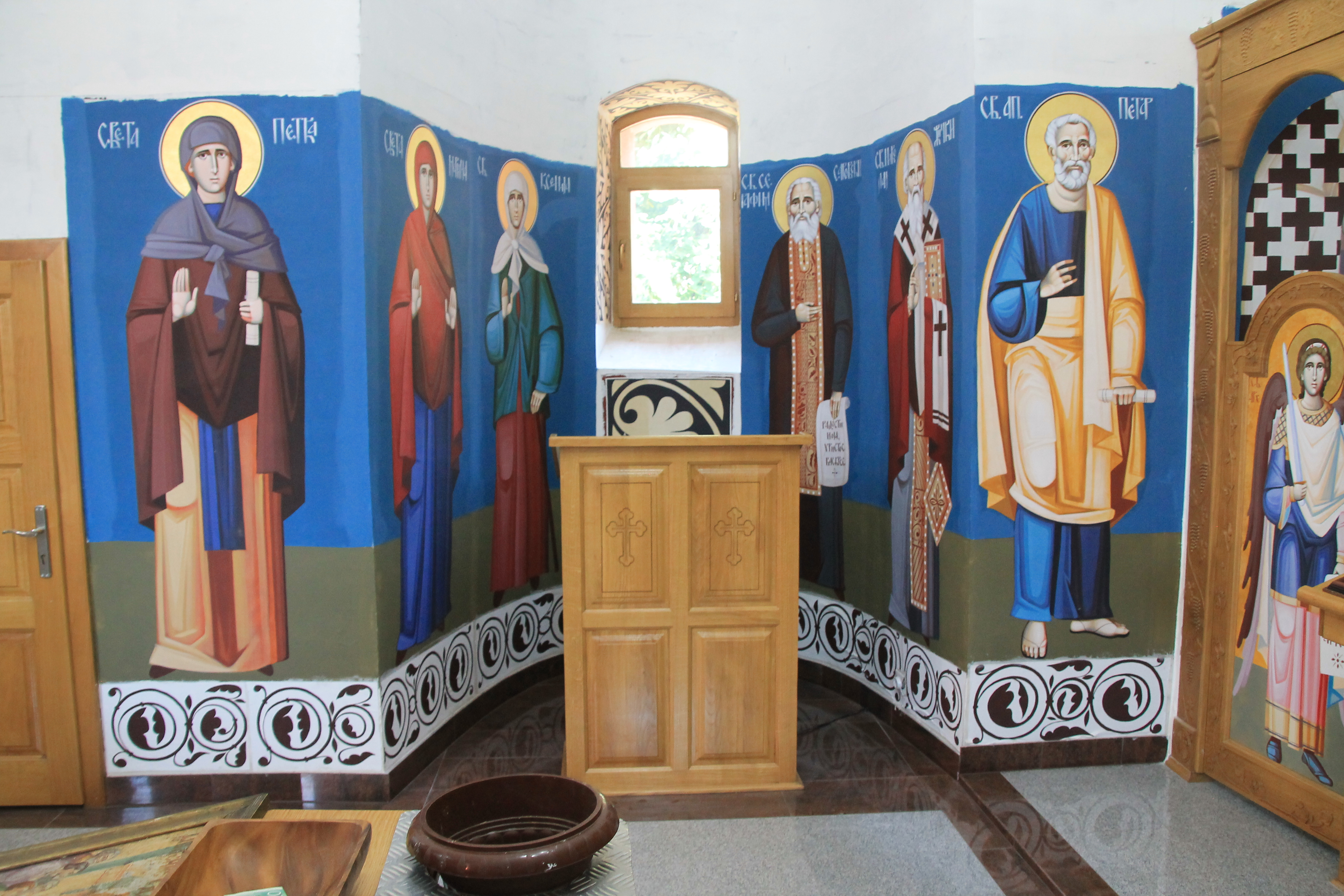
Interiör.